# Obtusella intersecta
Obtusella intersecta is een slakkensoort uit de familie van de Rissoidae. De wetenschappelijke naam van de soort is voor het eerst geldig gepubliceerd in 1857 door S. Wood.